# Clovis (Califòrnia)
Clovis és una població dels Estats Units a l'estat de Califòrnia. Segons el cens del 2009 tenia 95.128 habitants.

## Demografia
Segons el cens del 2000, Clovis tenia 68.468 habitants, 24.347 habitatges, i 17.675 famílies. La densitat de població era de 1.544,1 habitants/km².
Dels 24.347 habitatges en un 41,7% hi vivien nens de menys de 18 anys, en un 54,4% hi vivien parelles casades, en un 13,2% dones solteres, i en un 27,4% no eren unitats familiars. En el 22,3% dels habitatges hi vivien persones soles el 8,1% de les quals corresponia a persones de 65 anys o més que vivien soles. El nombre mitjà de persones vivint en cada habitatge era de 2,79 i el nombre mitjà de persones que vivien en cada família era de 3,29.
Per edats la població es repartia de la següent manera: un 30,7% tenia menys de 18 anys, un 9,2% entre 18 i 24, un 30,4% entre 25 i 44, un 20,4% de 45 a 60 i un 9,4% 65 anys o més.
L'edat mediana era de 33 anys. Per cada 100 dones de 18 o més anys hi havia 88,2 homes.
La renda mediana per habitatge era de 42.283 $ i la renda mediana per família de 50.859 $. Els homes tenien una renda mediana de 39.630 $ mentre que les dones 28.072 $. La renda per capita de la població era de 18.690 $. Entorn del 7,6% de les famílies i el 10,6% de la població estaven per davall del llindar de pobresa.

## Poblacions properes
El següent diagrama mostra les poblacions més properes.